# Jean Fortuné Boüin de Marigny
Pour les articles homonymes, voir Bouin et Marigny.
Jean Fortuné Boüin de Marigny, né le 6 mai 1766 à Châtellerault, tué le 4 décembre 1793 lors du siège d'Angers (Maine-et-Loire) est un général de la Révolution française.

## Biographie
Cousin d'Honoré René Marchant et de Benoît-Jean-Gabriel-Armand de Ruzé d'Effiat, Bouin de Marigny intégra l'école militaire de Vendôme en 1781 et devient sous-lieutenant à cheval au régiment de chasseurs des Cévennes, puis au régiment de chasseurs à cheval de Bretagne en 1788. 
Capitaine en 1792, commandant la Légion des Francs formée par lui au siège de Mayence, chef d'escadron en 1793, il fait des sorties le 7, 17 et 18 mai, pénètre dans Marienborn dans la nuit du 30 au 31 mai, et l'évacue. Il attaque Bretzenheim le 4 juin, défait les chevau-légers du régiment saxon de Courlande le 9 juin et attaque le village de Sainte-Croix le lendemain. Il tente de reprendre la redoute de Weisenau prise la veille par les Prussiens le 29 juin et est nommé chef de brigade le lendemain. 
Le 7 juillet, il essaie en vain de reprendre la flèche de Zahlbach, puis passe en Vendée après la chute de Mayence. Chargé du commandement des troupes de Nantes à Paimbœuf le 21 octobre, il est promu général de brigade et commandant de l'infanterie légère de la division Kléber le 24 octobre 1793.
Il est tué d'un boulet de canon à Durtal lors du siège d'Angers.
Au siège d'Angers, il capture le général vendéen Richard. Marigny, reconnaissant le courage de son adversaire, décide de le faire libérer sur le champ. En reconnaissance de cet acte, les Vendéens rendent la liberté à deux de leurs prisonniers et lui font parvenir leurs remerciements. Dans ses mémoires, la marquise de La Rochejaquelein fait part du regret qu'ils ont eu en apprenant la mort de Marigny.

## Sources
- Georges Six, Dictionnaire biographique des Généraux et Amiraux Français de la Révolution et de l'Empire, 1934